# Миризливки
Миризливките (Pentatomidae) са семейство насекоми от разред Полутвърдокрили (Hemiptera).
Таксонът е описан за пръв път от Уилям Елфорд Лийч през 1815 година.

## Подсемейства
- Aphylinae
- Asopinae
- Cyrtocorinae
- Discocephalinae
- Edessinae
- Pentatominae
- Phyllocephalinae
- Podopinae
- Serbaninae
- Stirotarsinae